# Marulk

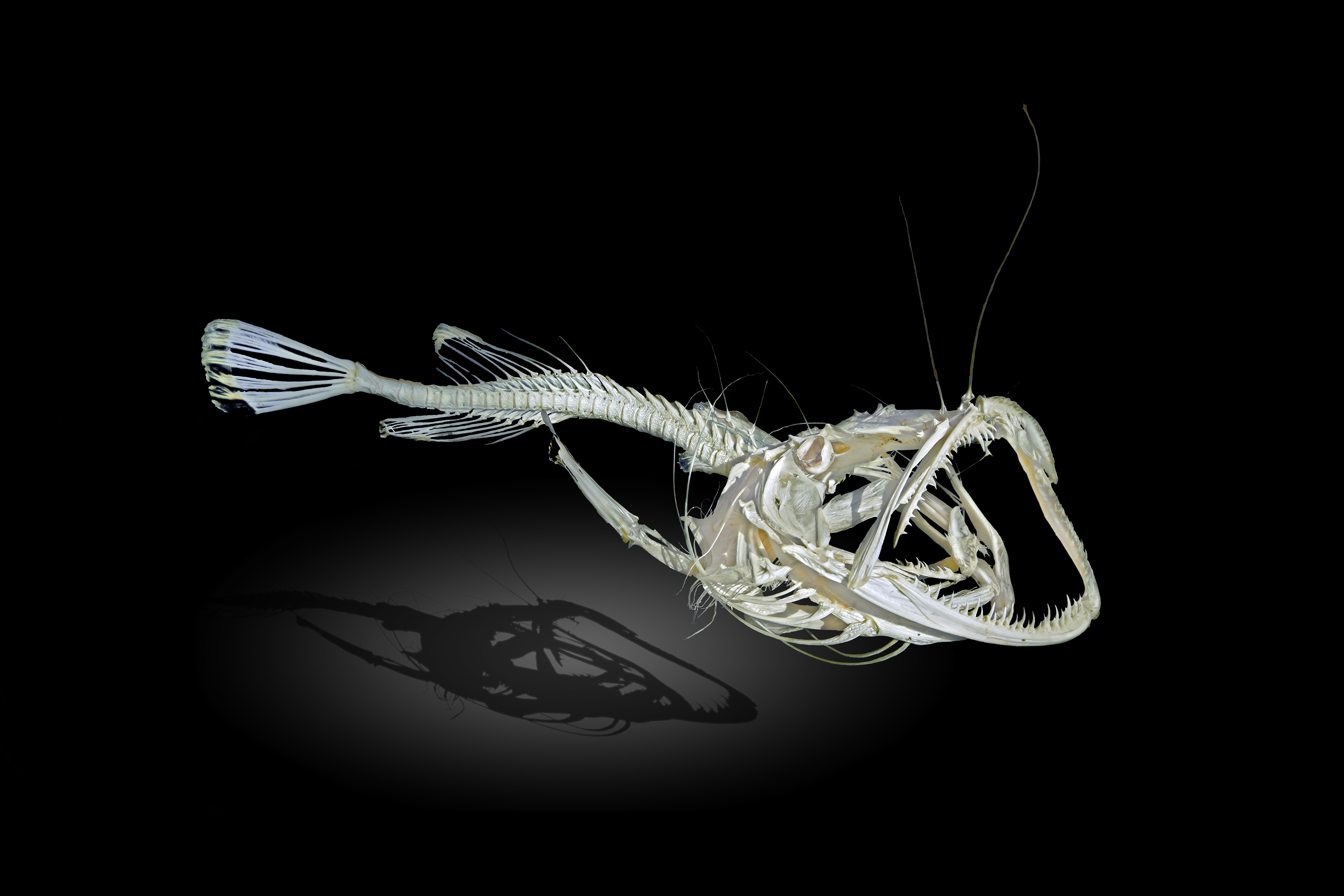
Skelett av marulk

Marulk (Lophius piscatorius) är en fisk som tillhör familjen marulkfiskar under ordningen marulkartade fiskar. Den är en populär matfisk. Marulken är utbredd i Atlanten, Medelhavet och i Svarta havet.

## Utseende
Marulken har ett brett tillplattat huvud med ett stort gap. Ovanför ögonen har den en hängande utväxt, den så kallade illicien. Den övriga kroppen är kraftigt avsmalnande. Översidan är mörk och undersidan ljus.
Marulken kan bli upp till 2 meter lång, dock oftast betydligt mindre, och väga upp mot 100 kilogram. 2011 fångades en marulk på 115 kg i Høylandssundet i norska Kvinnherad, och 2006 fångades en på 73 kg i Trondheimsfjorden – också den i Norge.

## Utbredning
Marulken lever på botten från 20 meters djup och ända ner till 1000 meter. Den är utbredd i Atlanten, Medelhavet och i Svarta havet. Längs Sveriges kust återfinns den främst i Skagerack och Kattegatt, i sällsynta fall även i Öresund och sydvästra Östersjön.

## Ekologi
Som alla marulkartade fiskar har marulken det karaktäristiska fångstredskapet, illiciet, ovanför ögonen med vilken den lockar till sig sina bytesdjur, som vanligtvis består av fisk. Sjöfåglar kan emellertid också ingå i dieten. Bytet fångas genom att munnen plötsligt öppnas, vilket skapar ett undertryck som suger in bytet. Marulkens fångstredskap har en bred skinnflik längst ut.
Marulken leker på djupt vatten under vår och försommar. Honan kan lägga över 1 miljon ägg i ett brett, slemmigt band som flyter omkring i vattnet. Även ynglen är pelagiska tills de är 6 till 8 centimeter långa.

## Marulken och människan

### Status och hot
Marulk är partiellt rödlistad i Världsnaturfondens fiskguide (med undantag för vissa områden samt MSC-certifierad fisk)‚ framtagen för svenska konsumenter, och upptagen i Greenpeaces rödlista, men saknas i IUCN:s rödlista.
En bidragande orsak till att marulk är en hotad art, är att det ofta är unga individer som fångats innan de hunnit fortplanta sig.

### Kommersiell betydelse
Marulken är en utmärkt matfisk. Den säljs oftast med det stora huvudet borttaget, under namnet kotlettfisk.

### Namn
Marulk har i Sverige genom åren och på olika platser haft olika namn.
| Namn               | Trakt          | Belagt år | Kommentar          |
| ------------------ | -------------- | --------- | ------------------ |
| Antennfisk         |                | 2002      |                    |
| Fiskpadda          |                | 1923      |                    |
| Grodkvabba         |                | 1758      | Enligt Linné       |
| Havpadda           | Skåne          | 1758      | Enligt Linné       |
| Havulk             | Bohuslän       | 1855      |                    |
| Ha-padda           | Kullen         | 1855      |                    |
| Haulk              | Bohuslän       | 1855      |                    |
| Havspadda, havulke | Sydkoster      | 1877      |                    |
| Kotlettfisk        |                | 1913      | Jfr havskatt       |
| Marulk             |                | 1837      |                    |
| Merulk             | Bohuslän       | 1855      |                    |
| Merulker           | Gåsö           | 1877      |                    |
| Märulk             | Bohuslän       | 1855      |                    |
| Paddfisk           |                | 1848      | Engelska toad-fish |
| Sjödjävul          |                | 1923      | Engelska sea devil |
| Ulke               | Norra Bohuslän |           |                    |